# Vitrail de l'Enfance
Pour un article plus général, voir Vitraux de Chartres.
Le vitrail de l'Enfance (ou de l'Incarnation)  est la lancette centrale du portail ouest de la cathédrale Notre-Dame de Chartres.
La verrière a été exécutée entre 1145 et 1155, elle est contemporaine de la façade de la cathédrale, construite après l'incendie de 1134 et épargnée par celui de 1194. Les trois baies de la rosace ont été très restaurées aux XIIIe et XVe siècles, puis nettoyées et protégées dans les années 1970.
Elle a été classée aux monuments historiques en 1840,.

## Composition du vitrail
Le vitrail est composé de vingt-quatre scènes inscrites dans les armatures carrées.
Les scènes sont alternativement inscrites dans des carrés et des cercles. Les scènes inscrites dans les carrés sont à fond rouge, et sont bordées d'un filet blanc et d'une bordure polychrome (un fond bleu à motifs en demi-cercles pour les carrés extérieurs, une alternance de carrés et de cercles bleus reliés par des motifs végétaux de couleur pour les carrés centraux). Les scènes inscrites dans des cercles sont à fond bleu, et sont entourées d'un cercle rouge bordé de deux filets blancs et ponctué de bleu, les quatre coins étant remplis d'une fleur (de lys?) sur fond vert.
L'ogive supérieure est occupée par une grande scène représentant une Vierge à l'Enfant dans une mandorle entourée de deux anges.
L'ensemble du vitrail est bordé par une bordure de motifs circulaires dans lesquels alternent motifs végétaux et animaux fantastiques.

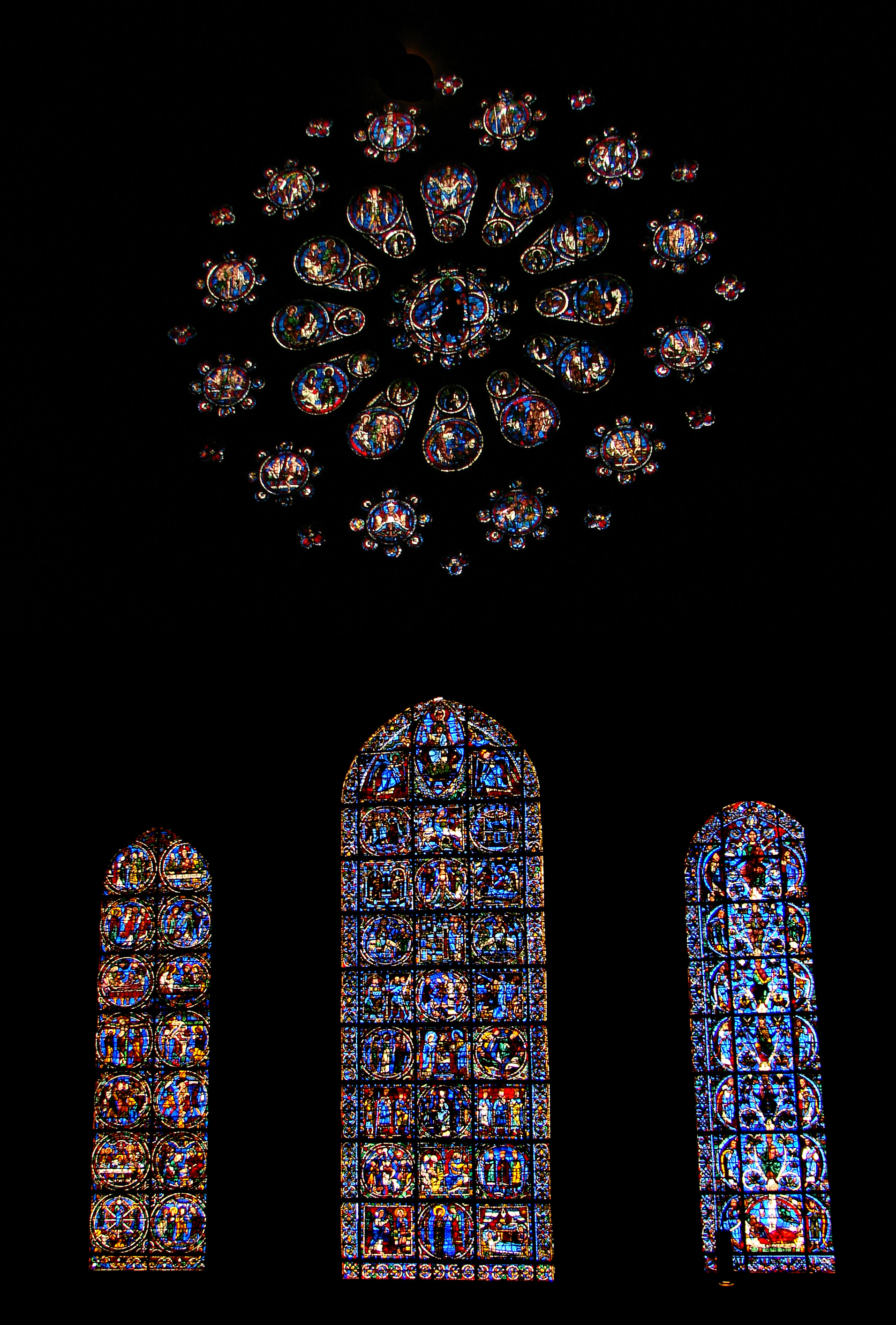
Rose et lancettes du portail ouest de Chartres. La verrière de l'Enfance est celle du milieu.

## Thématique
La verrière représente l'enfance et une partie de la vie publique du Christ.
La source des scènes est principalement l'évangile selon Luc et l'évangile selon Matthieu ; mais certaines scènes sont inspirées des Évangiles de l'enfance non canoniques que sont l'Évangile du Pseudo-Matthieu et l'Évangile arabe de l'Enfance.
Deux scènes ne ressortent pas aux Évangiles de l'enfance mais à la vie publique, ce sont le baptême du Christ et l'entrée triomphale de Jésus à Jérusalem.

## Description des panneaux
Le vitrail se lit généralement de bas en haut et de gauche à droite, mais certaines scènes sont déplacées par rapport à cet ordre de base.
|  | La Vierge Marie en majesté, sous forme de Sedes sapientiae, entourée d'une mandorle. Elle tient deux sceptres fleuris, signe de sa double royauté sur les Anges et sur la Terre. Les sceptres sont fleuris de fleur de lys, symbole de virginité. Deux anges encadre la mandorle, tenant un sceptre, et en position d'adoration. Dans l'écoinçon de gauche, le soleil apparaît sous les traits d'un jeune homme sortant des nuages, dans celui de droite un croissant de lune est présenté par une femme vêtue de bleu, rappelant l'Apocalypse (12:1) et figurant l'ancien et le nouveau testament (St Augustin). |
|  | (IV) De bas en haut, et de gauche à droite : 1. Chute des idoles à Sotinen à l'arrivée de la Sainte Famille (Pseudo-Matthieu et l'Évangile arabe de l'Enfance. 2. Le Baptême du Christ (Mt 3:13-17 ; Mc 1:9-11 ; Lc 3:21-22). 3. Fin de l'évangile de l'enfance : l'ange apparaît en songe à Joseph (Mt 2:19-23) qui va habiter Nazareth. 4. Entrée de Jésus à Jérusalem (Mt 21:1-11) : les Apôtres suivent Jésus. 5. Entrée de Jésus à Jérusalem (Mt 21:1-11) : Jésus monté sur un âne blanc porte une palme jaune dans sa main gauche. 6. Jérusalem, où la foule acclame l'entrée de Jésus (Mt 21:1-11). |
|  | (III) De bas en haut, et de gauche à droite : 1. Le roi Hérode envoie tuer tous les enfants jusqu’à l’âge de deux ans à Bethléem et dans toute la région (Mt 2:16). 2. Le massacre des Innocents (Mt 2:16-18). 3. Le massacre des Innocents, « c’est Rachel qui pleure ses enfants et ne veut pas être consolée, car ils ne sont plus » (citation de Jr 31:15). 4. La fuite en Égypte (Mt 2:14). L'Évangile du Pseudo-Matthieu indique que Jésus ordonne aux palmiers de se pencher pour permettre de cueillir leurs fruits, et à l'eau de jaillir entre leurs racines. 5. Le gouverneur Aphrodisius et sa suite accueillent la Sainte Famille à l'entrée de la ville de Sotinen en Égypte (Pseudo-Matthieu). 6. La Sainte Famille arrive en Égypte, le Christ fait une geste de bénédiction.                                                       |
|  | (II) De bas en haut, et de gauche à droite : 1. L'adoration des mages (Mt 2:1-12) ayant suivi l'étoile. Ils offrent de l’or, de l’encens et de la myrrhe. 2. Vierge à l'Enfant assise sur un trône et tenant un sceptre (Mt 2:11) ; l'enfant Jésus bénit les mages. 3. Avertis en songe (panneau au-dessus) les Mages regagnent ensuite leur pays par un autre chemin (Mt 2:12). 4. Présentation de Jésus au Temple, fêtée lors de la Chandeleur : Deux femmes portent des chandelles, la première porte la tourterelle du sacrifice de la purification de Marie. 5. Présentation de Jésus au Temple : La prophétie de Siméon (Lc 2:25-35), représenté barbu et pieds nus tel un prophète. 6. Les rois mages sont avertis en songe de ne pas retourner voir Hérode (Mt 2:12).                                                                       |
|  | (I) De bas en haut, et de gauche à droite : 1. L'Annonciation (Lc 1:26-38). Un ange portant un caducée (symbole de Mercure le messager des dieux) se présente à la Vierge, qui s'est levée de son siège et lève la main en signe de protestation : « Comment cela sera-t-il, puisque je ne connais point l’homme ? » 2. La Visitation (Lc 1:39-45). 3. La Nativité (Lc 2:1-7). Au-dessus brille l'étoile de la nativité. L'enfant Jésus se trouve ici non pas dans une mangeoire, mais sur un autel, car selon la glose « le berceau du Christ est en même temps l'autel du sacrifice. » L'âne et le bœuf sont tirés de l'Évangile du Pseudo-Matthieu. 4. L'annonce faite aux bergers (Lc 2:8-14). 5. Hérode consulte les grands prêtres pour savoir où doit naître le Christ (Mt 2:3-6). 6. Les rois mages se présentent devant Hérode (Mt 2:1-8). |